# Hizb ut-Tahrir
Hizb ut-Tahrir (em árabe: حزب التحرير; em português:  Partido da Libertação) é uma organização internacional sunita pan-islamista e fundamentalista cujo objetivo é unificar os países muçulmanos em um único Estado Islâmico ou califado, regido por lei islâmica e com um califa chefe de Estado eleito por muçulmanos. O grupo chamou atenção ao condenar os bombardeios ao Estado Islâmico no ano de 2014.

## Origens

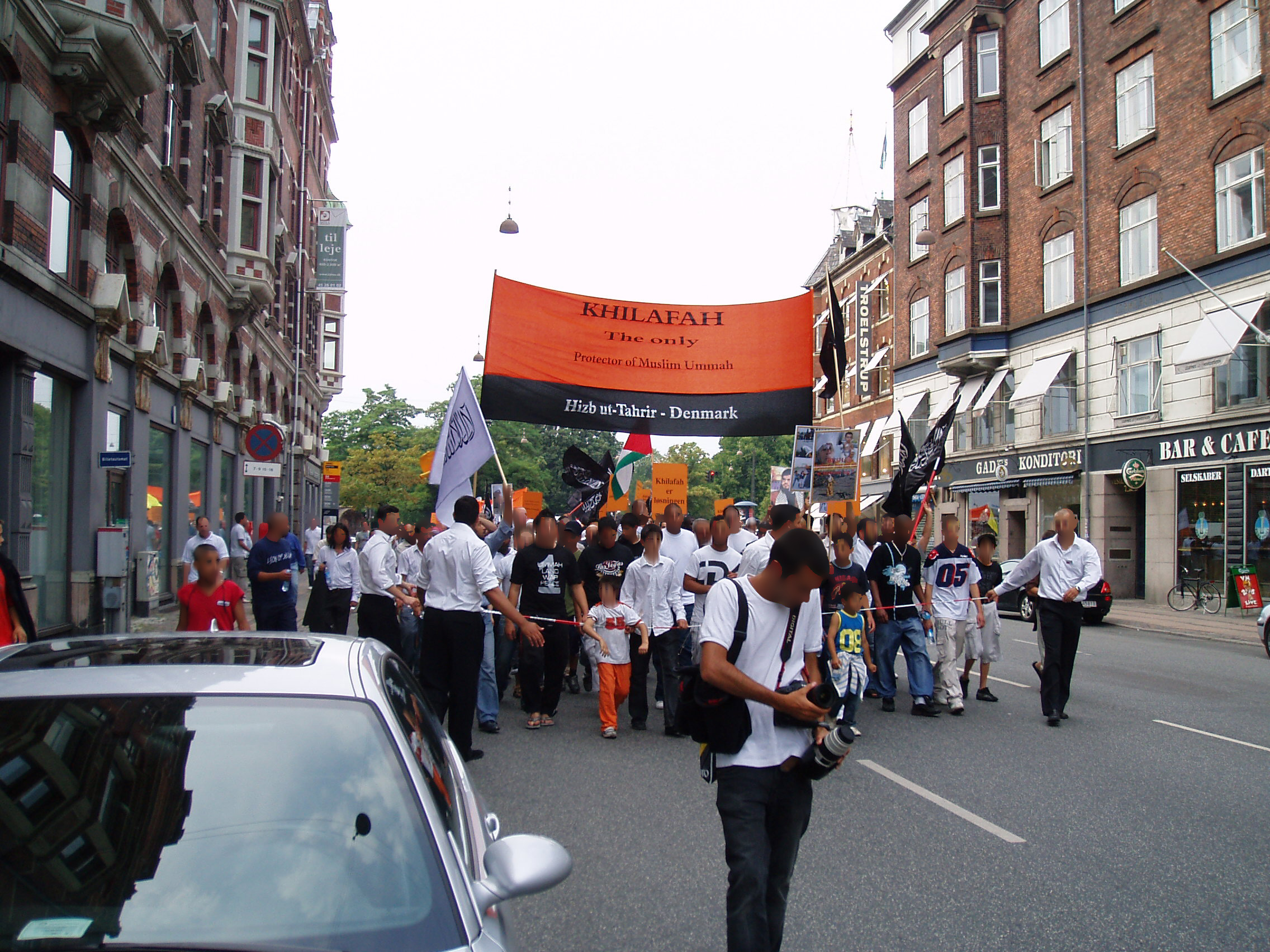
Manifestação do grupo na Europa

A organização foi fundada no ano de 1953 em Jerusalém por Taqiuddin al-Nabhani, estudioso islâmico e juiz na aldeia palestina de Ijzim. Desde então, Hizb ut-Tahrir se espalhou para mais de 40 países e segundo uma estimativa, tem cerca de um milhão de membros. Apesar de ser proibida por alguns governos, a organização é muito ativa na Ásia e Europa, particularmente no Reino Unido e também em vários países árabes e da Ásia Central.
Hizb ut-Tahrir acredita que nas regiões predominantemente muçulmanas do mundo, a criação de um califado proporcionaria estabilidade e segurança, tanto para muçulmanos como para não-muçulmanos.
A organização promove um programa detalhado:
- Para a instituição de um califado que implementaria a Lei islâmica (Xaria);
- Para a divulgação dos ensinamentos do Islã no mundo (Dawa).[9][10]

A organização acredita que essa transformação política providenciaria uma liderança honesta, protegendo e cuidando de seus cidadãos, e lutaria contra a "política externa colonial" dos Estados Unidos e de outras nações ocidentais, que levaram a intervenções por parte dos Estados Unidos, guerras por petróleo e a criação de Estados-fantoches muçulmanos e de valores ocidentais compelidos por meio de poderio bélico.
Hizb ut-Tahrir também tem caráter significativamente antissionista e apela para o Estado de Israel ser extinto, o reconhecendo como uma entidade ilegal que fere os princípios islâmicos.
Alguns observadores acreditam que Hizb ut-Tahrir é vítima de falsas acusações de ligações com o terrorismo, salientando que a organização explicitamente compromete-se com uma não-violência entre os povos.
Outros pensadores postulam que a não-violência do grupo é uma tática temporária e que ele trabalha para criar um ambiente politicamente propício à violência.

## Objetivos, métodos e organização

Bandeira do grupo Hizb ut-Tahrir

Hizb ut-Tahrir declara que seu objetivo é a unificação de todas as nações muçulmanas em um único Estado Islâmico ou califado, dirigido por um califa eleito. "Isto é um dever religioso, uma obrigação que Deus tem decretado para os muçulmanos e ordenou-lhes cumprir". O grupo alerta para a punição que aguarda àqueles que negligenciam esse dever.
O analista Michael Whine, no entanto, cita o trabalho de Taqiuddin al-Nabhani, fundador da organização,  para sugerir que, uma vez que Hizb ut-Tahrir conseguir criar um Estado Islâmico transnacional unificado, pressionaria para ampliar este Estado em áreas não-muçulmanas. Segundo a obra de al-Nabhani sobre o Estado Islâmico, os muçulmanos que vivem no exterior, em países onde o Islã não é implementado, deveriam trabalhar no sentido de implementar o Islã neles, transformando o que é considerado Dar Cafir (territórios incrédulos) em Dar al-Islam (territórios islâmicos).
De acordo com o analista Dosym Satpayev, no Cazaquistão, onde o grupo está proscrito, o Hizb ut-Tahrir planeja seu progresso político em três etapas: "Primeiro eles convertem novos membros. Em segundo lugar, estabelecem uma rede de células secretas e, finalmente, tentam se infiltrar no governo e trabalhar para legalizar o partido e os seus objetivos". Uma descrição menos arbitrária dessa estratégia é que Hizb ut-Tahrir trabalha para:
- Estabelecer uma comunidade de membros do Hizb ut-Tahrir, que trabalham juntos da mesma forma que os companheiros do profeta Muhammad. Os membros devem aceitar os objetivos e métodos da organização e estar prontos para trabalhar a fim de cumprir essas metas;[24]

- Criar, entre as massas muçulmanas, o incentivo para a criação do califado e dos outros conceitos islâmicos, que levará a um renascimento do pensamento islâmico;[24]

- Uma vez que, através do debate e conciliação, a opinião pública for favorável, o grupo tentaria obter o apoio do alto comando das forças armadas, líderes políticos e outros organismos influentes, para forçar a mudança de governo. O governo seria então substituído por um que implemente o Islã, levando o pensamento islâmico para as pessoas em todo o mundo.[25]

De acordo com um programa da BBC sobre as atividades do grupo na Indonésia, ao contrário de muitos outros movimentos islâmicos, Hizb ut-Tahrir parece mais interessado em um pequeno núcleo mais comprometido de membros, muitos deles oriundos e educados na classe-média da Indonésia, do que em uma grande massa de seguidores. Zeyno Baran descreve o partido como um "partido de vanguarda", ao afirmar que está interessado em chegar ao poder através de centenas de simpatizantes em posições críticas ao invés de milhares de soldados a pé.
No entanto, pelo menos um de seus líderes, na Indonésia, Jalaluddin Patel, afirma que essa é uma falsa caracterização do grupo.

## Papel da Mulher
O projeto de constituição do Hizb ut-Tahrir afirma que o principal papel de uma mulher é de ser mãe e esposa, sendo essa uma honra que deve ser protegida. Ao contrário de alguns tradicionalistas muçulmanos, Hizb ut-Tahrir defende alguns direitos das mulheres, como por exemplo;
- da votação para a escolha do Califa[29];

- da livre escolha de um parceiro muçulmano (as mulheres muçulmanas não podem se casar com homens não-muçulmanos);

- da livre procura e escolha de um emprego, podendo servir nas forças armadas;
- da guarda dos filhos após o divórcio[30];
- do exercício da política, podendo disputar eleições.

No entanto, Hizb ut-Tahrir, citando tradições proféticas, acredita que o Islã proíbe as mulheres de posições dominantes, como califa, juiz de direito, governador de província, ou prefeito.
O Artigo 109.º do Projeto de Constituição prescreve a segregação sexual nas atividades públicas, tais como escola, atividades esportivas, etc.
As mulheres muçulmanas seriam obrigadas a "esconder seus encantos",  isto é, esconder seu corpo, com exceção das mãos e face, vestida assim de acordo com um Hijab e o Jilbab, embora não necessariamente com o Niqab, que é favorecido por alguns movimentos fundamentalistas.
O Artigo 114.º do Projeto de Constituição especifica que as mulheres não podem estar em privado com outros homens, a não ser com seu marido ou membros da sua família imediata (pai, irmão, filho). O Artigo 116.º estipula que, uma vez casada, a mulher é obrigada a obedecer ao seu marido.
Enquanto os adversários podem considerar este estatuto desigual, Hizb ut-Tahrir mantém que as mulheres não são consideradas cidadãos de classe inferior ou segunda classe, pois o Islã deu às mulheres o direito à riqueza, direitos de propriedade, direitos sobre casamento e divórcio, bem como um lugar na sociedade.
O Islã estabeleceu um código de vestimentas públicas para as mulheres: o Hijab e o Jilbab, a fim de estabelecer uma sociedade produtiva, livre do tipo de relações negativas e prejudiciais prevalente no mundo ocidental.

## Posição sobre a violência
Hizb ut-Tahrir afirma, em seu site britânico, que adota os métodos empregados pelo profeta Maomé, o qual limitou sua luta para o estabelecimento do Estado Islâmico ao trabalho intelectual e político, tendo estabelecido o Estado Islâmico sem recorrer à violência.
Além disso, sete dias após os ataques de 11 de setembro de 2001 em Nova Iorque, Hizb ut-Tahrir emitiu um comunicado: "As regras da nossa mensagem proíbe qualquer agressão contra civis não-combatentes. Elas proíbem assassinato de crianças, idosos e mulheres não-combatentes, mesmo no campo de batalha. Elas proíbem o sequestro de aviões civis que transportasse civis inocentes e proíbe a destruição de casas e escritórios que contêm civis inocentes. Todas essas ações são tipos de agressão que o Islã proíbe e os muçulmanos não devem empreender".
Segundo a Organização Não-Governamental americana GlobalSecurity.org, o governo dos EUA não encontrou ligações claras entre o Hizb ut-Tahrir e atividades terroristas. E não foi provado, até o presente momento, ter a Hizb ut-Tahrir envolvimento ou ligações diretas com quaisquer atos recentes de violência ou terrorismo. Tampouco foi comprovado que a organização já deu apoio financeiro a grupos envolvidos em atos considerados terroristas.
Em contraposição aos dados apresentados, a oposição do Hizb ut-Tahrir à violência tem sido questionada por organizações e indivíduos conservadores norte-americanos. A GlobalSecurity.org afirma que Hizb ut-Tahrir não é contra a violência como tal, e sim apenas contra o uso de violência no presente momento. Da mesma forma, em 2007, importantes membros da Hizb ut-Tahrir foram citados condenando o Hamas, alegando que o envio de palestinos mal armados contra o exército israelense é inútil, e que as operações militares contra Israel e sua ocupação de terras palestinas deverão aguardar um califado unido e os exércitos combinados do islamismo. No entanto, esse posicionamento não difere dos já conhecidos comunicados da organização contra a formação do Estado de Israel, o qual consideram ilegítimo.
O escritor e radialista conservador Ziauddin Sardar escreveu, em 2005, que a intolerância do Hizb ut-Tahrir e seus objetivos foi e é um precursor natural do convite para a violência. Ele acrescentou que, no longo prazo, a violência é central para a meta de um califado islâmico. Zeyno Baran, do Centro Nixon, e Ariel Cohen, da Heritage Foundation, influente organização conservadora norte-americana, têm argumentado que, embora Hizb ut-Tahrir não promova ou se envolva em violência, ela age como um "tapete rolante" para jovens muçulmanos, usando seu status legal para doutriná-los, antes de eles deixarem o Hizb ut-Tahrir para participarem de grupos mais radicais que possam se envolver em violência.
Um jornalista investigativo especializado em terrorismo britânico, Shiv Malik simpatiza com a posição da organização, afirmando que ela não é sem fundamento.  Em apoio a essa perspectiva, Malik afirma que Abu Musab al-Zarqawi, antigo Emir da al-Qaeda no Iraque, e Khalid Sheikh Mohammed, o líder internacional da al-Qaeda, são ambos ex-membros do Hizb ut-Tahrir. A União Nacional dos Estudantes da Grã-Bretanha pediu a proibição nas universidades do Hizb ut-Tahrir, acusando o grupo de apoio ao terrorismo e publicação de material que incita ao ódio racial.

### Reação da comunidade islâmica
Os grupos muçulmanos do Reino Unido condenaram o posicionamento, tanto da União Nacional dos Estudantes quanto do governo, alegando que eles se aproximavam de uma "caça às bruxas" anti-islâmica. Os membros do Hizb ut-Tahrir, que já foram banidos de diversos países, assinaram essa declaração após serem revelados planos do Ministério do Interior do governo do Reino Unido para a punição de indivíduos que "feriam os valores britânicos", considerando que essa declaração incluiu os muçulmanos que viviam em território britânico. A declaração feita pela comunidade islâmica rejeita a visão de que os muçulmanos representam uma ameaça à segurança e afirmam que esse posicionamento do governo foi feito para agradar a população conservadora pouco antes das eleições gerais.
Jahangir Mohammed, empresário e político americano de origens islâmicas, alegou que tais medidas "antiterroristas" ameaçam toda a população islâmica, uma vez que culpa todos os grupos, organizações e indivíduos pelas atitudes de outros que reagiram de maneira mais extrema aos avanços americanos na cultura oriental. As atitudes que a população e o governo tomaram contra grupos como o Hizb ut-Tahrir iriam contra as políticas de inclusão e igualdade promovidas pelos governos ocidentais.
A organização, nessa declaração, também recebeu o apoio das jornalistas britânicas Yvonne Ridley e Lauren Booth, irmã de Cherie Blair, advogada casada com o ex-primeiro-ministro do Reino Unido. Além disso, também foi apoiada por Shakeel Begg, influente na comunidade islâmica do Reino Unido e líder do Lewisham Islamic Centre, organização que visa ajudar o futuro da comunidade islâmica mundial e promove a coalizão de diferentes comunidades e grupos étnicos.

## Antissionismo
O programa televisivo inglês "Panorama", da BBC, mostrou um discurso de agosto de 2006 no qual Ata Abu al-Rashtah, líder global do Hizb ut-Tahrir, pregava contra a permanência dos hindus na Caxemira, dos russos na Chechênia e dos judeus que vivem em Israel. A alegação do grupo é de que todos esses movimentos têm caráter anti-islâmico e, portanto, devem ser enfrentados pela juventude muçulmana.
Em janeiro de 2003, Hizb ut-Tahrir foi impedido de atividade pública na Alemanha; o ministro do Interior alemão, Otto Schily, afirmou que o grupo estava divulgando violência e ódio e incentivando a matança de judeus. As acusações são originárias de uma conferência na Universidade Técnica de Berlim, organizada por uma sociedade de estudantes supostamente filiados ao Hizb ut-Tahrir. O furor foi causado porque a conferência foi assistida por membros do Partido Nacional Democrata da Alemanha (NPD), de caráter neonazista, o que provocou temores de uma aliança entre grupos neonazistas e radicais islâmicos.
Hizb ut-Tahrir foi proibida dentro de território alemão três meses depois, por ir contra o conceito de "compreensão internacional", contido na Constituição Alemã, uma acusação que tem sido utilizada no passado contra grupos neonazistas. No entanto, a filiação ao partido ainda é permitida, demonstrando um direcionamento seletivo por parte das políticas anti-extremistas do governo alemão. O porta-voz do Hizb ut-Tahrir, Assem Shaker respondeu que o grupo não era antissemita, e sim antissionista. Ele acrescentou: "Nós não dizemos para matar os judeus. O nosso apelo é dirigido ao povo muçulmano para se defender contra a agressão sionista na Palestina. E eles têm o direito de fazê-lo". 
- Este artigo foi inicialmente traduzido, total ou parcialmente, do artigo da Wikipédia em inglês cujo título é «Hizb ut-Tahrir».